# Joseph Dommers Vehling
Joseph Dommers Vehling (* 9. August 1879 in Dülken; † 20. September 1950 in Chicago) war ein deutscher und US-amerikanischer Koch, Autor, Übersetzer, Kochbuchhistoriker und Büchersammler. Er gilt mit seinen Veröffentlichungen über Kochbücher der Antike und der Renaissance als Begründer der Forschung über die Kochkunst.

## Leben und Werk

### Jugend und erste Jahre in Amerika
Joseph Dommers Vehling wurde in der niederrheinischen Kleinstadt Dülken geboren und besuchte das dortige Gymnasium. Seine Eltern meldeten ihn jedoch im Alter von 14 Jahren ab und steckten ihn in eine Kochschule. Anschließend bildete er sich in Belgien, Frankreich, England und Skandinavien weiter und sammelte in Italien in Bibliotheken und Museen Material über die frühe römische Küche. Im Alter von 24 Jahren war er „assistent manager“ im Hotel Bristol in Wien. 1904 wanderte er in die USA aus und heiratete 1910 Johanna Ostendorf.
Vehling gründete in New York die „International Hotel Workers Union“; er engagierte sich für den Beruf des Kochs und entwarf in der Gewerkschaftszeitung International Hotel Work ein Programm, um „diesen großartigen und vielseitigen Beruf auf das Niveau einer öffentlichen Anerkennung zu heben“. Er war in mehreren Hotels tätig, unter anderem in Milwaukee und New York. Nach dem Ausbruch des Ersten Weltkriegs verließ er 1914 New York. „Möglicherweise hatte seine Tätigkeit in der extrem linken Gewerkschaft und als Präsident des eher nationalkonservativen deutschen Kriegervereins mit seinem Rückzug nach Kanada zu tun.“

### Schriftstellerische Tätigkeit
Vehlings erste Bücher enthielten Aphorismen, Lieder und Gedichte. Ein vom Verlag angekündigter Roman mit dem Titel Söhne der Nacht. Amerikanische Sitten ist nicht nachweisbar. In einer 1934 veröffentlichten Denkschrift Niedergang des Deutschtums in Amerika kritisierte er die ungeschickte und laienhafte deutsche Kulturpolitik und ärgerte sich über die Missachtung des deutschen Anteils an der amerikanischen Geschichte. Eine Studie über „Nahrungsmittelkostenerfassung und -Kontrollen“ für Hotels, Restaurants und andere Bewirtungsbetriebe erschien 1923.

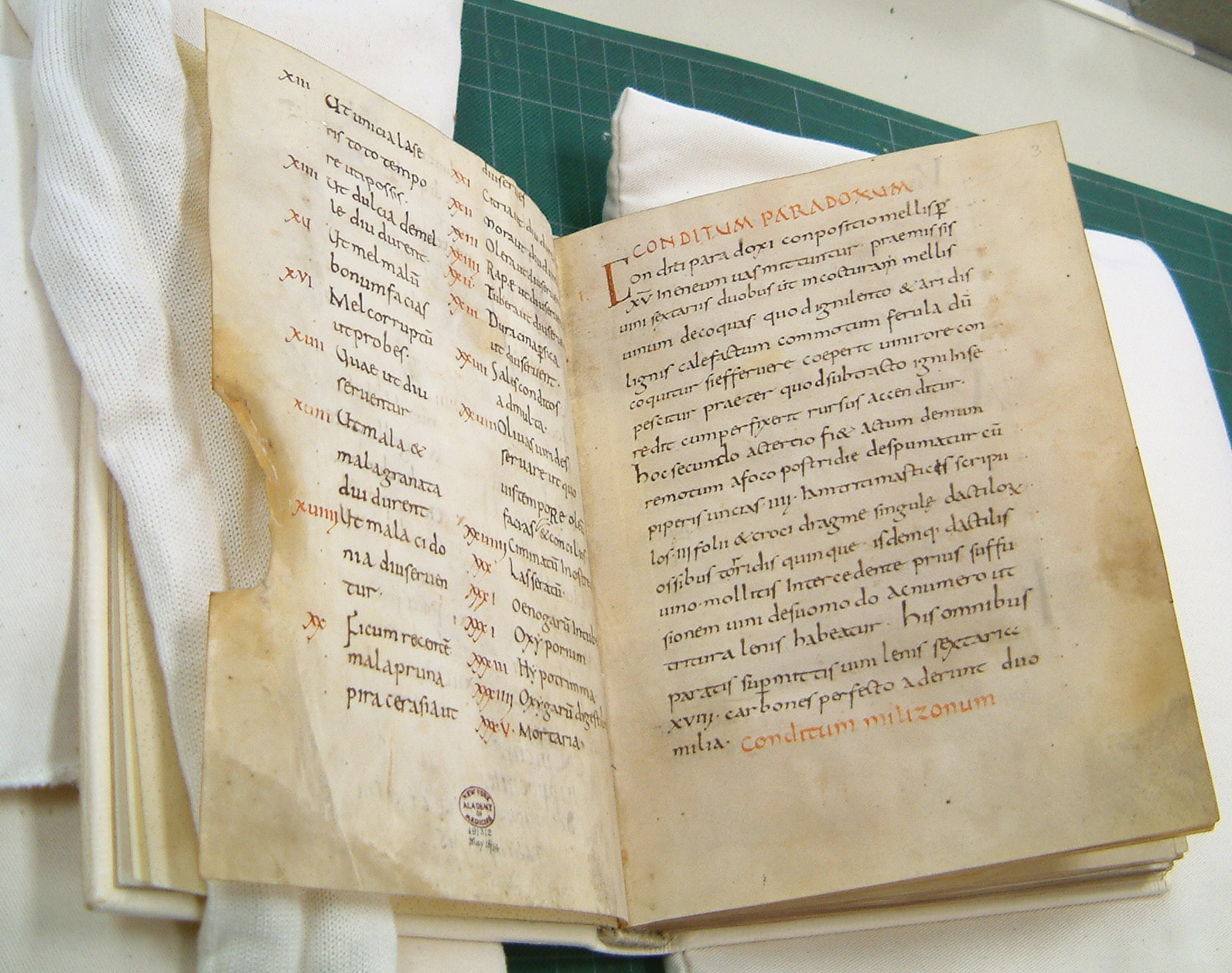
Apicius-Handschrift des Klosters Fulda aus dem 9. Jhd.

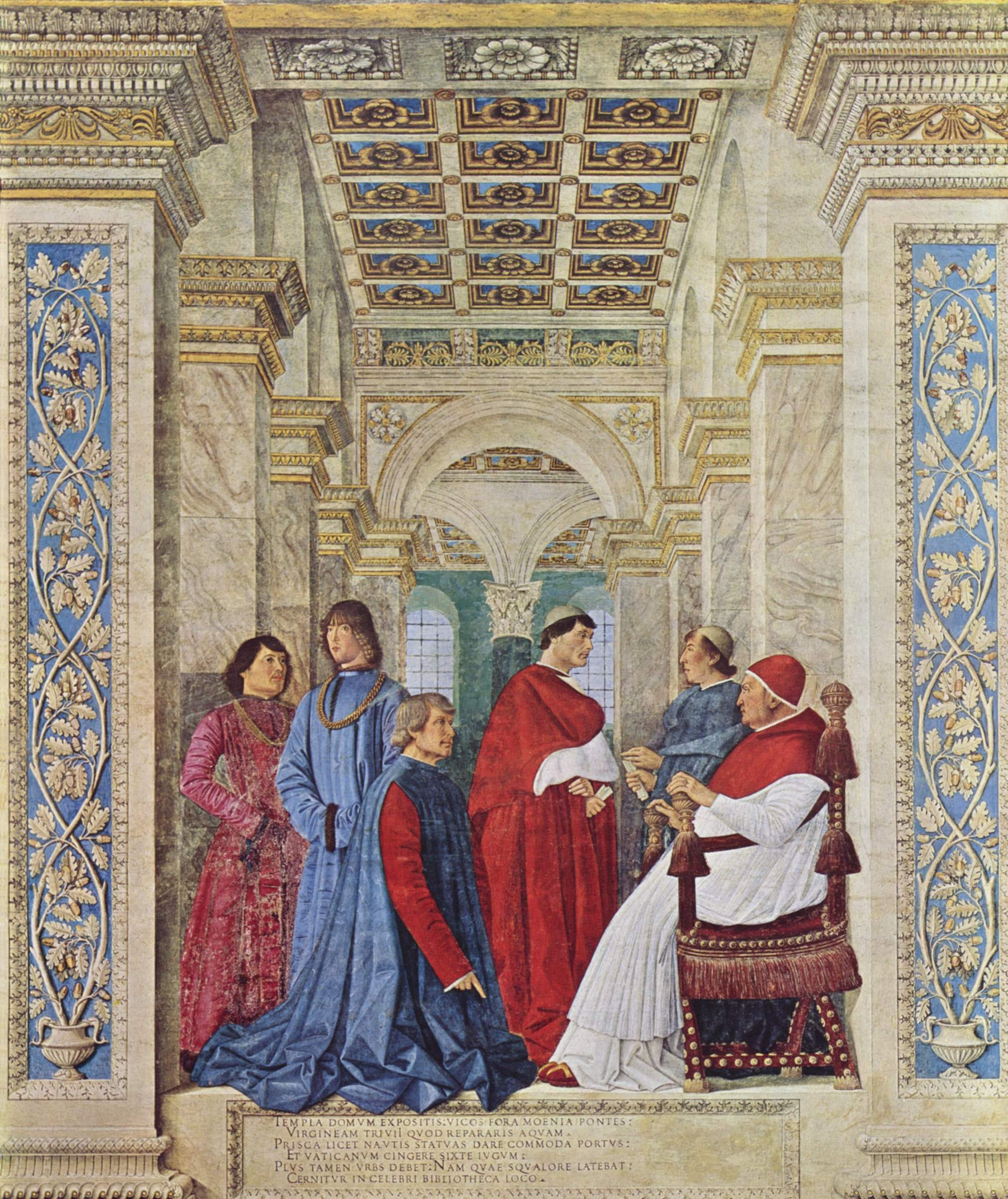
Sixtus IV. ernennt Platina zum Präfekten der Vatikanischen Bibliothek

Er war Herausgeber der Zeitschrift Hotel Bulletin and the Nation’s Chefs. Lange Jahre arbeitete er an der Übersetzung des ältesten Kochbuchs der Welt De re coquinaria, das dem römischen Feinschmecker Marcus Gavius Apicius zugeschrieben wurde. Das 1936 erschienene Werk trägt den Titel Cookery and Dining in Imperial Rome und wird bis heute als Reprint aufgelegt.

### Historiker der Kochkunst
Durch seine in Jahrzehnten gewachsene Sammlung von Kochbüchern, welche die Geschichte der Kochkunst von der Antike bis heute umfasste sowie seine Studien entwickelte sich Vehling zum Historiker der Kochkunst. Bereits im Jahre 1927 kaufte er einem Antiquar in Italien das Originalmanuskript Die Kunst des Kochens von Maestro Martino ab, dem Chefkoch des Patriarchen von Aquileia. Er entdeckte, dass es dieser Martino war, den Bartolomeo Platina als Quelle für sein eigenes Kochbuch angegeben hatte. Darüber schrieb Vehling in seinem Hauptwerk Platina and the Rebirth of Man (1941). Dieses Manuskript, „welches viele Jahre lang der einzige bekannte Text dieses Kochs der Renaissance war, wurde 1941 als Schenkung an die Library of Congress übergeben.“
Vehling unterrichtete an der Cornell University über die Kochkunst in der Renaissance und Antike. Dieser Universität vermachte er auch seine ca. 400 Bücher und Manuskripte umfassende Sammlung, die unter anderem Originalmanuskripte aus den Jahren 1491 und 1516 von „On Right Pleasure and Good Health“ enthält, ferner Speisekarten historischer Bankette und Holzschnitte berühmter Gourmets; sie ist unter dem Namen „JD Vehling Collection“ zugänglich. Der Historiker Ballerini bezeichnete ihn als den Begründer der Forschung der Kochkunst.

## Veröffentlichungen
- Aus Hohlwegen und stillen Höhn. Bonsels, München 1910
- Das Vermächtnis des Einsamen. Apercus. Didion, New York 1913
- Singender Sand. Schicksalslieder. Didion, New York 1914
- Food cost finding and controls. Food Research Bureau, Chicago 1923
- Martino and Platina. Exponents of Renaissance Cookery. In: Hotel Bulletin and the Nation’s Chef. Oktober 1932
- Niedergang des Deutschtums in Amerika. Gutenberg Publishing 1934
- Apicius. Cookery and Dining in Ancient Rome. (Übersetzer). Hill, Chicago 1936 (zuletzt: Apicius. Cookery and Dining in Imperial Rome. Dover Publications Inc., New York, 1977, ISBN 0-486-23563-7)
- Platina and the Rebirth of Man. Hill, Chicago 1941
- America's Table. Hostaids, Chicago 1950